# Xenogryllus maichauensis
Xenogryllus maichauensis är en insektsart som beskrevs av Andrej Vasiljevitj Gorochov 1992. Xenogryllus maichauensis ingår i släktet Xenogryllus och familjen syrsor. Inga underarter finns listade i Catalogue of Life.